# Paulo Dybala
Paulo Bruno Exequiel Dybala (ur. 15 listopada 1993 w Laguna Larga) – argentyński piłkarz pochodzenia polsko-włoskiego, występujący na pozycji napastnika we włoskim klubie AS Roma oraz w reprezentacji Argentyny. Złoty medalista Mistrzostw Świata 2022, brązowy medalista Copa América 2019.

## Kariera klubowa

### Instituto Córdoba
Dybala zadebiutował w Instituto Córdoba, gdy miał 17 lat. Pierwszy seniorski sezon zakończył z 40 występami i 17 bramkami. Jest najmłodszym strzelcem bramki w barwach Instituto.

### US Palermo
20 czerwca 2012, US Palermo ogłosiło transfer Dybali. Kosztował on ok. 12 mln euro, a Dybala podpisał 4-letni kontrakt. W Palermo zadebiutował 2 września 2012 w przegranym 0:3 meczu z S.S. Lazio. Swojego pierwszego i drugiego gola Dybala strzelił 11 listopada 2012 w wygranym 2:0 meczu z UC Sampdorią. Na koniec sezonu Palermo spadło do Serie B. Dybala w Serie B wystąpił w 28 spotkaniach strzelając 5 bramek, a Palermo zajęło 1. miejsce w tej lidze na koniec sezonu i wróciło do Serie A. Sezon 2014/2015 był dla Dybali przełomowy. W pierwszej części sezonu strzelił 10 goli. Sezon zakończył z 35 występami, w których strzelił 13 bramek i zaliczył 10 asyst.

### Juventus
4 czerwca 2015 Juventus ogłosił transfer Dybali, płacąc za niego 32 mln euro (plus 8 mln euro bonusów). Otrzymał numer 21, który wcześniej nosił Andrea Pirlo. W Juventusie zadebiutował 8 sierpnia 2015 w meczu o Superpuchar Włoch z Lazio zastępując Kingsleya Comana w 61. minucie. Strzelił w tym meczu drugiego gola dla Juve, a jego drużyna wygrała (2:0).
26 sierpnia 2017 strzelił swojego pierwszego hat-tricka w Serie A, notując trzy trafienia w starciu z Genoą. 17 września, w swoim 100. występie dla Juve, Dybala skompletował hat-tricka w wygranym 3:1 meczu przeciwko Sassuolo. 15 maja 2022 poinformował, że nie przedłuży kontraktu z Juventusem, tym samym opuszczając po siedmiu latach drużynę.

### AS Roma
20 lipca 2022 Dybala, po wygaśnięciu kontraktu z Juventusem, podpisał trzyletni kontrakt z AS Romą. W klubie zadebiutował 14 sierpnia w meczu Serie A z Salernitaną (1:0). Pierwsze dwie bramki dla Romy strzelił 30 sierpnia w wygranym 3:0 meczu z Monzą. 31 maja 2023 zdobył bramkę w meczu finałowym Ligi Europy UEFA z Sevillą, który Roma, po remisie 1:1 przegrała 4:1 w serii rzutów karnych. 26 lutego 2024 skompletował hat-tricka w wygranym 3:2 meczu przeciwko Torino.

## Kariera reprezentacyjna
14 października 2015 zadebiutował w reprezentacji Argentyny w zremisowanym 0:0 meczu eliminacyjnym do Mistrzostw świata 2018 przeciwko reprezentacji Paragwaju. Uczestnik Mistrzostw Świata w 2018 i 2022 roku. W MŚ w Rosji zagrał jedynie w fazie grupowej, w spotkaniu z Chorwacją. Podczas Mundialu w Katarze grał w półfinale (ponownie przeciw Chorwatom) oraz w finale z Francją. W tym ostatnim meczu skutecznie wykorzystał swój rzut karny w konkursie "jedenastek" (wygranym ostatecznie przez Argentynę 4:2).

## Statystyki

### Klubowe
(aktualne na 36 lutego 2024)
| Klub               | Sezon              | Liga               | Liga  | Liga   | Puchar kraju | Puchar kraju | Europa | Europa | Inne  | Inne   | Suma  | Suma   |
| Klub               | Sezon              | Liga               | Mecze | Bramki | Mecze        | Bramki       | Mecze  | Bramki | Mecze | Bramki | Mecze | Bramki |
| ------------------ | ------------------ | ------------------ | ----- | ------ | ------------ | ------------ | ------ | ------ | ----- | ------ | ----- | ------ |
| Instituto Córdoba  | 2011/2012          | Primera B Nacional | 38    | 17     | 2            | 0            | –      | –      | –     | –      | 40    | 17     |
| Instituto Córdoba  | Ogólnie            | Ogólnie            | 38    | 17     | 2            | 0            | 0      | 0      | 0     | 0      | 40    | 17     |
| US Palermo         | 2012/2013          | Serie A            | 27    | 3      | 1            | 0            | –      | –      | –     | –      | 28    | 3      |
| US Palermo         | 2013/2014          | Serie B            | 28    | 5      | 2            | 0            | –      | –      | –     | –      | 30    | 5      |
| US Palermo         | 2014/2015          | Serie A            | 34    | 13     | 1            | 0            | –      | –      | –     | –      | 35    | 13     |
| US Palermo         | Ogólnie            | Ogólnie            | 89    | 21     | 4            | 0            | 0      | 0      | 0     | 0      | 93    | 21     |
| Juventus           | 2015/2016          | Serie A            | 34    | 19     | 4            | 2            | 7      | 1      | 1     | 1      | 46    | 23     |
| Juventus           | 2016/2017          | Serie A            | 31    | 11     | 5            | 4            | 11     | 4      | 1     | 0      | 48    | 19     |
| Juventus           | 2017/2018          | Serie A            | 33    | 22     | 4            | 1            | 8      | 1      | 1     | 2      | 46    | 26     |
| Juventus           | 2018/2019          | Serie A            | 30    | 5      | 2            | 0            | 9      | 5      | 1     | 0      | 42    | 10     |
| Juventus           | 2019/2020          | Serie A            | 33    | 11     | 4            | 2            | 8      | 3      | 1     | 1      | 46    | 17     |
| Juventus           | 2020/2021          | Serie A            | 20    | 4      | 1            | 0            | 5      | 1      | –     | –      | 26    | 5      |
| Juventus           | 2021/2022          | Serie A            | 29    | 10     | 4            | 2            | 5      | 3      | 1     | 0      | 39    | 15     |
| Juventus           | Ogólnie            | Ogólnie            | 210   | 82     | 24           | 11           | 53     | 18     | 6     | 4      | 293   | 115    |
| AS Roma            | 2022/2023          | Serie A            | 25    | 12     | 2            | 1            | 11     | 5      | –     | –      | 38    | 18     |
| AS Roma            | 2023/2024          | Serie A            | 18    | 11     | 2            | 1            | 5      | 0      | –     | –      | 25    | 12     |
| AS Roma            | Ogólnie            | Ogólnie            | 43    | 23     | 4            | 2            | 16     | 5      | 0     | 0      | 63    | 30     |
| Ogólnie w karierze | Ogólnie w karierze | Ogólnie w karierze | 380   | 143    | 34           | 13           | 69     | 23     | 6     | 4      | 489   | 183    |

### Reprezentacyjne
(aktualne na 28 marca 2023)
| Reprezentacja | Rok     | Mecze | Bramki |
| ------------- | ------- | ----- | ------ |
| Argentyna     |         |       |        |
| 2015          | 3       | 0     |        |
| 2016          | 3       | 0     |        |
| 2017          | 6       | 0     |        |
| 2018          | 6       | 1     |        |
| 2019          | 11      | 1     |        |
| 2021          | 2       | 0     |        |
| 2022          | 5       | 1     |        |
| 2023          | 2       | 0     |        |
| Ogólnie       | Ogólnie | 38    | 3      |

### Gole w reprezentacji
| Lp. | Data       | Miejsce             | Przeciwnik | Gol   | Wynik | Rozgrywki         |
| --- | ---------- | ------------------- | ---------- | ----- | ----- | ----------------- |
| 1.  | 20.11.2018 | Mendoza, Argentyna  | Meksyk     | 2 – 0 | 2 – 0 | towarzyski        |
| 2.  | 06.07.2019 | São Paulo, Brazylia | Chile      | 2 – 0 | 2 – 1 | Copa América 2019 |
| 3.  | 05.06.2022 | Londyn, Anglia      | Włochy     | 0 – 3 | 0 – 3 | Finalissima 2022  |

## Sukcesy

### US Palermo
- Mistrzostwo Serie B: 2013/2014

### Juventus
- Mistrzostwo Włoch: 2015/2016, 2016/2017, 2017/2018, 2018/2019, 2019/2020
- Puchar Włoch: 2015/2016, 2016/2017, 2017/2018, 2020/2021
- Superpuchar Włoch: 2015, 2018

### Argentyna
Mistrzostwa świata
- Mistrzostwo: 2022

Copa América
- 3. miejsce: 2019

### Indywidualne
- Król strzelców Pucharu Włoch: 2016/2017 (4 gole)[c]
- Najlepszy asystent Serie A: 2014/2015 (10 asyst)

### Wyróżnienia
- Piłkarz sezonu Serie A: 2019/2020[21]
- Piłkarz miesiąca Serie A: Czerwiec 2020[22], Listopad 2023[23]
- Drużyna sezonu Serie A: 2015/2016[24], 2016/2017[25], 2017/2018[26], 2019/2020[27]
- Drużyna sezonu Ligi Europy UEFA: 2022/2023[28]
- Drużyna sezonu według European Sports Media: 2016/2017[29]

### Rekordy
- Najskuteczniejszy zawodnik w historii Superpucharu Włoch: 4 gole[30]

## Życie prywatne
Jego dziadek Bolesław był Polakiem, zamieszkiwał w Kraśniowie, po czym wyemigrował do Argentyny. Piłkarz ma obywatelstwo argentyńskie, a od czasu występów w Europie także włoskie, jako że ma korzenie włoskie. Dybala ubiegał się o polskie obywatelstwo, mimo że finalnie go nie uzyskał, deklaruje, że kiedyś chciałby je uzyskać. Mateusz Święcicki oraz Filip Kapica z Eleven Sports zrobili o nim w 2015 dokument La Joya.